# 17 cm K 18加農炮
17厘米18式加農炮 （德語：17 cm Kanone 18 in Mörserlafette，直譯為裝上重型榴彈炮架的17厘米18式加農炮）, 簡稱17 cm K 18 in MrsLaf，是一款納粹德國研發，並在第二次世界大戰中使用的重型加農炮。